# Râul Galița
Râul Galița este un curs de apă, afluent al Dunării. 

## Hărți
- Harta Județului Constanța